# نادي مصافي الجنوب
نادي مصافي الجنوب الرياضي فريق كرة قدم عراقي مقره الشعيبة بالبصرة ويلعب في دوري الدرجة الأولى العراقي، تأسس عام 2005.